# Kunfehértó
Kunfehértó là một thị trấn thuộc hạt Bács-Kiskun, Hungary. Thị trấn này có diện tích 78,37 km², dân số năm 2010 là 2064 người, mật độ 26 người/km².